# トゥゲザー・フォー・ザ・ファースト・タイム…ライヴ
『トゥゲザー・フォー・ザ・ファースト・タイム…ライヴ』（Together for the First Time… Live）は、アメリカ合衆国のブルース・ミュージシャン、B.B.キングとボビー・ブランドが連名で1974年に発表したライブ・アルバム。

## 背景
スタジオ・ライブ形式による録音で、キングのバンドとブランドのバンドの両方のメンバーがバックに起用されたが、本作のクレジットでは詳細な役割分担は明記されていない。本作の録音では、両名の家族や友人が観客として招待され、その中にはジェームス・ブラウンもいたという。
キングとブランドは、その後も共演ライブを行い、1976年には再び連名のライブ・アルバム『トゥゲザー・アゲイン…ライヴ』を発表している。

## 反響・評価
アメリカの総合アルバム・チャートBillboard 200では、1975年1月11日に最高43位を記録した。また、『ビルボード』のR&Bアルバム・チャートでは、1975年1月18日に最高2位を記録した。
ロバート・クリストガウは本作にBプラスを付け「特にブランドのパートは、優れたドキュメントである」「時折挿入される、両名のジョーク混じりのやり取りは、些か居心地悪く響く」と評している。また、『ローリング・ストーン』誌の2015年の企画「B.B. King's 5 Greatest Live Performances」では「キングのギターが他のボーカリスト、特にブランドのような名人をサポートする様を聴くのは、示唆に富みなおかつエキサイティングである」と評されている。

## 収録曲
1. イントロダクション/スリー・オクロック・イン・ザ・モーニング - Introduction / 3 O'Clock in the Morning (B. B. King, Jules Taub) – 3:23
2. イッツ・マイ・オウン・フォールト・ベイビー - It's My Own Fault Baby (John Lee Hooker) – 4:11
3. ドリフティン・ブルース - Driftin' Blues (Charles Brown, Johnny Moore, Eddie Williams) – 5:05
4. ザッツ・ザ・ウェイ・ラヴ・イズ - That's the Way Love Is (Deadric Malone) – 3:50
5. アイム・ソーリー - I'm Sorry (Sonny Thompson) – 9:49
6. アイル・テイク・ケア・オブ・ユー - I'll Take Care of You (Brook Benton) – 3:36
7. ドント・クライ・ノー・モア - Don't Cry No More (D. Malone) – 2:48
8. ドント・ウォント・ア・ソウル・ハンギン・アラウンド - Don't Want a Soul Hangin' Around (Jimmy Johnson) – 3:49
9. メドレー - Medley – 13:56
  - a.グッド・トゥ・ビー・バック・ホーム - Good to Be Back Home (B.B. King)
  - b.ドライヴィング・ホイール - Driving Wheel (Roosevelt Sykes)
  - c.ロック・ミー・ベイビー - Rock Me Baby (B.B. King, Joe Josea)
  - d.ブラック・ナイト - Black Night (C. Brown)
  - e.チェリー・レッド - Cherry Red (Joe Turner, Pete Johnson)
  - f.イッツ・マイ・オウン・フォールト・ベイビー - It's My Own Fault Baby (J. L. Hooker)
  - g.スリー・オクロック・イン・ザ・モーニング - 3 O'Clock in the Morning (B. B. King, J. Taub)
  - h.オー、カム・バック・ベイビー - Oh, Come Back Baby (Maceo Merriweather)
  - i.チェインズ・オブ・ラヴ - Chains of Love (A. Nugetre)
  - j.ゴナ・ゲット・ミー・アン・オールド・ウーマン - Gonna Get Me an Old Woman (B.B. King)
10. エヴリバディ・ウォンツ・トゥ・ノウ・ホワイ・アイ・シング・ザ・ブルース - Everybody Wants to Know Why I Sing the Blues (B.B. King, Dave Clark) – 6:15
11. ゴーイン・ダウン・スロウ - Goin' Down Slow (St. Louis Jimmy Oden) – 5:11
12. アイ・ライク・トゥ・リヴ・ザ・ラヴ - I Like to Live the Love (Dave Crawford, Charles Mann) – 6:00